# Santō Kyōden
Santō Kyōden (山東 京伝, 13 de setembro de 1761 Edo – 27 de outubro de 1816) foi um poeta japonês, escritor e artista do período Edo. Seu nome real era Iwase Samuru (岩瀬 醒), sendo popularmente conhecido como Kyōya Denzō (京屋伝蔵, kyōya denzō). Foi irmão de Santō Kyōzan.
Durante as reformas de Kansei, "[...] as artes militares e civis foram incentivadas e os escritos decadentes dos autores de gesaku foram condenados". Em 1791, Kyōden publicou três sharebon: Shikake Bunko (仕懸文庫), Nishiki no Ura (錦之裏)  e Shōgi Kinuburui (娼妓絹籭). Isso provocou a ira do rigoroso governo e ele foi acorrentado com algemas à sua casa por cinquenta dias como punição.
Chūshin Suikoden (忠臣水滸伝) de Santō Kyōden foi a primeira haishi-mono (história não oficial) do tipo yomihon. Este livro, assim como o Asaka no numa, contou com ilustrações de Kitao Shigemasa. Ambas as obras são consideradas yomihon.

## Principais obras

### Kibyōshi
- Gozonji no Shōbaimono (御存商売物) (1782)
- Edo umare uwaki no kabayaki (江戸生艶気蒲焼) (1785)
- Sogitsugi gingiseru (扮接銀煙管) (1788)
- Shingaku Hayasomekusa (心学早染草) (1790)

### Sharebon
- Musukobeya (令子洞房) (1785)
- Tsūgen Sōmagaki (通言総籬) (1787)
- Kokei no Sanshō (古契三娼) (1787)
- Keiseikai Shijūhatte (傾城買四十八手) (1790)
- Shigeshige Chiwa (繁千話) (1790)
- Shikake Bunko (仕懸文庫) (1791)
- Nishiki no Ura (錦之裏) (1791)
- Shōgi Kinuburui (娼妓絹籭) (1791)

### Yomihon
- Chūshin Suikoden (忠臣水滸伝) (1799)
- Udonge Monogatari (優曇華物語) (1804)
- Sakura Hime Zenden Akebono no Zōshi (桜姫全伝曙草子) (1805)
- Mukashigatari Inazuma Byōshi (昔話稲妻表紙) (1806)

### Obras históricas
- Kinsei Kiseki-kō (近世奇跡考) (1804)
- Kottō-shū (骨董集) (1813)